# لوسی هریش
لوسی هریش (عربی: لوسي هريش؛ ۱۸ سپتامبر ۱۹۸۱ – ) روزنامه‌نگار، مجری خبر و تلویزیون اهل اسرائیل است که از سال ۲۰۰۶ میلادی تاکنون مشغول فعالیت است. او اولین عرب مسلمانی است که در یکی از تلویزیون‌های عبری زبان اسرائیل مشغول به فعالیت است.